# 石井かずみ
石井 かずみ（いしい かずみ、1959年〈昭和34年〉12月30日 - ）は、日本のラジオパーソナリティ。本名：石井敦子。

## 来歴
千葉県柏市出身。日本大学芸術学部放送学科卒業。大学生時代にラジオ関東（現・アール・エフ・ラジオ日本）でレコードをプレーヤーに置いてかけるアルバイトをしていた時に日本テレビのディレクターにスカウトされたのがきっかけで放送界入り。1982年4月スタートの日本テレビの番組『6時です!4チャンネル』で初出演、初レギュラー。後にラジオパーソナリティの活動を開始。

## 出演番組
- テレビ
  - 6時です!4チャンネル（日本テレビ）[1]
- ラジオ
  - あなたの家から大放送（文化放送、1983年10月 - 1984年3月）[1]
  - 新歌謡事情（アール・エフ・ラジオ日本）
  - FMヤングスタジオ（JFN、1984年9月 - 1989年3月）
  - ワールド・チャート・ネットワーク（JFN）
  - アミューズメントリポート（JFN、1992年4月 - ）
  - ジャンプ・ポップ・クルージング（広島エフエム放送、1982年11月 - 1984年3月）- 杉真理と共演[1]